# EgyptAir
EgyptAir (àrab: مصر للطيران, Miṣr li-ṭ-Ṭayarān) (IATA: MS; OACI: MSR) és l'aerolínia nacional d'Egipte amb base al Caire. És tot propietat de l'estat egipci, opera serveis regulars a 76 destinacions a Europa, Àfrica, Àsia, Estats Units, Canadà i va arribar a volar a Austràlia; també duu a terme vols domèstics.
La seva base principal és l'Aeroport Internacional del Caire. EgyptAir és un membre de l'Organització de Transportistes Aeris Àrabs. És la segona aerolínia d'Àfrica darrere de South African Airways.
L'any 2007, l'aerolínia va celebrar el seu 75è aniversari.
EgyptAir opera la més extensa xarxa de destinacions fora d'Àfrica entre les aerolínies africanes.